# Martin Holík
Martin Holík (* 20. května 1960 Brno) je český katolický kněz, zakladatel Radia Proglas, jehož je ředitelem, a spoluzakladatel TV Noe. Dne 13. prosince 1987 byl vysvěcen tajným biskupem Stanislavem Krátkým na kněze ve skryté církvi.
Po sametové revoluci, pokud chtěl nastoupit do veřejné kněžské služby, musel být tzv. podmínečně vysvěcen. V letech 1992–1995 působil jako duchovní správce ve farnosti Brno-Žebětín, od roku 1995 je kaplanem brněnské farnosti u sv. Augustina v Masarykově čtvrti.
Dne 15. září 2010 byl Svatým otcem Benediktem XVI. jmenován kaplanem Jeho Svatosti s právem užívat před svým jménem čestný titul monsignore.
Od dob totality byl jedním z vedoucích tajného křesťanského tábora Radost na samotě Amerika v Orlických horách. Tento tábor, dlouhá léta vedený knězem Františkem Fráňou, funguje dodnes, nyní už veřejně.
K dvacátému výročí vysílání Radia Proglas mu v listopadu 2015 brněnský biskup Vojtěch Cikrle udělil medaili sv. Cyrila a Metoděje.